# One in a Million (Lied)
One in a Million ist ein Lied des deutschen Musikprojektes R.I.O. aus dem Jahr 2014, in Zusammenarbeit mit dem US-amerikanischen Sänger U-Jean.

## Entstehung und Veröffentlichung
Geschrieben wurde das Lied von den R.I.O.-Mitgliedern Yann Peifer (Yanou) und Manuel Reuter (Manian) sowie den Koautoren Frederik Alm und Andres Ballinas.
Die Erstveröffentlichung von One in a Million erfolgte am 26. Juni 2014 als Single bei Magic Records. Diese erschien als Download-Maxi-Single mit vier verschiedenen des Liedes. Eine Woche später erschien die gleiche Single nochmals bei den Musiklabels Kontor Records und Zoo Digital (Katalognummer: 891764062).

## Stil
Das Lied enthält einen ähnlichen Stil, wie seine Vorgängersingle Komodo (Hard Nights), wobei bei hier ein Big-Room-Drop verwendet wurde und kein Progressive-House-Drop.

## Musikvideo
Das Video stellt eine Art Vorsetzung zu Party Shaker dar. Jedoch sind in diesem Video zwei andere junge Frauen anstelle von Victoria Kern zu sehen. Auch diese gehen von einem Hotel in Miami in Richtung Strand. Es werden verschiedene Orte, wie der Pool des Hotels sowie eine Stranddusche hervorgehoben. Ebenfalls ist U-Jean im Video zu sehen. Zum ist er wie Nicco bei Party Shaker, auf einigen Buttons und auf den Pullovern der Frauen abgebildet. Ebenfalls wird er in einem Raum gezeigt in dem sehr viel mit visuellen Effekten gearbeitet wurde. An der Wand sind sämtliche Bildschirme zu sehen, die verschiedene Drehplätze des Musikvideos zeigen. Des Weiteren wird eine Art Tonspur gezeigt die den passenden Verlauf des Liedes anzeigen. Kurz vor dem Einsetzen des Drops wird die Erdkugel angezeigt. Vergleichbar mit Google Earth wird von einem Kompaktbild der Erde zu einem Standort gezoomt, der mit dem Wort „Found“ beschrieben wird, das sich auf den Liedtext bezieht.

## Rezensionen
Das Lied kam bereits im Vorfeld sehr positiv beim Publikum an. Zwar wurde das Lied mit Liedern verschiedener Vertreter des typischen Electro-House-Stils verglichen, dennoch wurde es als Sommer-Hit gehandelt. Ein Beispiel dafür ist die Rezension des Kritikers Vitus Benson von der Webseite Dance-Charts. Er schrieb:

„Wie bereits bei ihrer letzten Single ‚Komodo (Hard Nights)‘ hat auch ‚One in a Million‘ einen Electro House Drop, mittlerweile oft unter dem Begriff EDM oder Big-Room House bekannt. Anders als bei der letzten Single jedoch gefällt die Einbindung des Drops jedoch wesentlich besser, irgendwie sind alle Elemente altbekannt und dennoch kommt ein schöner Song heraus. Es wird sich zeigen inwiefern der deutsche Mainstream noch auf harte Drops kann, ist doch der Trend zur Zeit Richtung Deep House, dennoch ist ‚One in a Million‘ eine abgerundete Produktion welche durchaus Chancen hat die Charts und die Big-Room-Floors der Nation zu erobern.[…] Obwohl alle Elemente aus ‚One in a Million‘ bereits bekannt sind, wirkt der Titel nicht als wäre nur ein altes Projekt geöffnet worden, vielmehr ist es ein typischer R.I.O. Song und hat als solcher auch alle Chancen zum Hit des Sommers zu werden.“

## Chartplatzierungen
One in a Million avancierte zum Charthit in Deutschland (Rang 51), Österreich (Rang 62) und der Schweiz (Rang 62).
| ChartsChartplatzierungen | Höchstplatzierung | Wochen |
| ------------------------ | ----------------- | ------ |
| Deutschland (GfK)        | 51 (3 Wo.)        | 3      |
| Österreich (Ö3)          | 62 (4 Wo.)        | 4      |
| Schweiz (IFPI)           | 62 (1 Wo.)        | 1      |